# Sociedad Iberoamericana de Neonatología
La Sociedad Iberoamericana de Neonatología (SIBEN) es una organización de carácter científico y académico de ámbito internacional, sin ánimo de lucro, cuyo fin es contribuir  a mejorar la calidad de vida de los recién nacidos y sus familias en la población iberoamericana, así como reducir la mortalidad infantil en esta región. SIBEN es una comunidad interdisciplinaria compuesta por pediatras, neonatólogos, enfermeros, y personal relacionado al campo de la pediatría y neonatología.

## Historia y Características de la Sociedad
La Sociedad Iberoamericana de Neonatología se fundó en el año 2003 en Estados Unidos, con la misión de facilitar la educación y divulgación de los avances científicos y clínicos que contribuyen al bienestar del recién nacido y su familia. En los últimos años, la SIBEN ha trabajado mediante el modelo de consensos médicos, los cuales son una vía para aumentar la colaboración profesional y uniformidad de los cuidados recibidos por los pacientes. Su trabajo también incluye la educación y capacitación de pediatras, neonatólogos, personal de enfermería y otras interdisciplinas para mejorar sus capacidades humanitarias; ayudando a transitar los momentos difíciles de las familias, durante el cuidado intensivo neonatal.
En la actualidad, cuenta con más de 2,700 miembros pertenecientes a países iberoamericanos.

## Organización
La Sociedad Iberoamericana de Neonatología tiene una estructura organizativa compuesta por: Área Directiva, Cuerpo Asesor, Consejeros y Capítulos. Entre estas Consejerías, se encuentran: Consensos Clínicos, Educación Continua, Enfermería, Seguimiento, RED, Interdisciplina, Residentes, Familias, y Educación en General

## Asistencia, formación y docencia
Esta sociedad contribuye con la facilitación, apoyo e implementación de programas educativos relacionados con la salud neonatal en la región. Estos programas buscan tener información continuada actualizada, con fundamentación científica y humana. Entre una de estas modalidades, está la de Diálogos Neonatales de SIBEN para médicos y enfermeros. El objetivo de esta modalidad en forma de diálogo, es potenciar el cuidado del recién nacido de una manera más participativa en la comunidad científica y médica.
Cada año, la Sociedad Iberoamericana de Neonatología organiza un congreso con diversas pláticas y talleres, siendo este el más importante para la neonatología iberoamericana. El país sede cambia cada año.

## Literatura científica y publicaciones
La SIBEN, siendo una sociedad de referencia médica en el área pediátrica y neonatológica, realiza la publicación de sus consensos, libros y manuales. El objetivo de estas publicaciones es disminuir la brecha del conocimiento entre médicos, y así disminuir la disparidad de los cuidados que reciben los recién nacidos; mejorando así los resultados obtenidos.

### Artículos, manuales y libros
- Rodríguez, S. Sola, A. (2022), FALACIAS Y ERRORES EN LA LITERATURA MÉDICA. CÓMO LEER CRÍTICAMENTE (SIN “TRAGARSE SAPOS”)
- Sola, A. Cardetti, M. Golombek, G. (2022), Ventilación Mecánica Neonatal a la manera de SIBEN
- Sola, A. (2021) 70+10 ES MUCHO MÁS QUE 80: UNA ANTOLOGÍA DE AMISTAD, NIÑOS, ADULTOS, RECIÉN NACIDOS Y EQUINOS.
- Montes Bueno, MT. Fontal Fernández, MDC. Quiroga, A et al. (2021), "MINI -CONSENSO"  CLÍNICO DE SIBEN. Protocolo de cuidado individualizado de succión no nutritiva (SNN) y del uso del chupete en recién nacidos < 34 semanas de edad gestacional.
- Sola, A. Cardetti, M. (2020) Resolviendo Dudas del Cuidado Neonatal en Latinoamérica Tomo II
- Montes-Bueno, MT. Cardetti, M. Sola, A. (2019) Técnicas y procedimientos en Neonatología a la manera de SIBEN.
- Sola, A. Cardetti, M. (2019) Neofarma Volumen II Fármacos en Neonatología. ISBN 978-1-79231-602-9
- Sola, A. Golombek, G. (2018) Early Detection with Pulse Oximetry of Hypoxemic Neonatal Conditions. Development of the IX Clinical Consensus Statement of the Ibero-American Society of Neonatology (SIBEN). Int. J. Neonatal Screen. 4, 10; doi:10.3390/ijns4010010
- Sola, A. Golombek, G. (2018) Screening With Pulse Oximetry For Early Detection Of Neonatal Hypoxemia. NEOREVIEWS, Vol. 19 No. 4 APRIL 2018 e235
- Sola, A. Golombek, G. (2017) Cuidando Recién Nacidos a la Manera de SIBEN, EDISIBEN,Santa Cruz, Bolivia, ISBN 6799578379746
- Montes Bueno, MT. Quiroga, A. Rodríguez, S. Sola, A. (2016) Family access to Neonatal Intensive Care Units in Latin America: A reality to improve An Pediatr (Barc);85(2):95-101.
- Lemus-Varela, L. Sola, A. Golombek, S. García-Alix, A. y col del VII Consenso Clínico de SIBEN (2016) Recomendaciones terapéuticas del VII Consenso Clínico de SIBEN para la encefalopatía hipóxico-isquémica neonatal Alfredo García-Alix, NEOREVIEWS 17 (9) e554-e567; DOI 10.1542/neo.17-9-e554
- Ortiz, J. Lara, G. (2015) Sola, A. Infectología Perinatal y Neonatal. EDISIBEN. México; ISBN 7980908646974
- Clínicas De Enfermería Neonatal Volumen 1: Cuidados Respiratorios EDISIBEN 2016. ISBN 78-9930-9551-1-6
- Clínicas De Enfermería Neonatal Volumen 2: Cuidados Infectológicos. EDISIBEN 2015. ISBN 978-9930-9551-2-3
- Sola, A. Zenobi-Piasek, C. (2014) NEOFARMA-SIBEN, Intersistemas, México SIBEN. ISBN 9786074434811
- Augusto, Sola. ¿Qué nos enseñan las familias de los Recién Nacidos Enfermos? EDISIBEN ISBN 9781532334535